# 田邊島通停留場
田邊島通停留場（日语：／ Tabeshima dori teiryūjō */?），是位於高知縣高知市大津，土佐電交通後免線的電車站。

## 歷史
此電車站在1910年（明治43年）10月，由土佐電交通的前身土佐電氣鐵道葛島橋西詰停留場至鹿兒停留場之間開通，此電車站同時啟用。
- 1910年（明治43年）10月15日 - 土佐電氣鐵道電車站啟用[1][2]。
- 2007年（平成19年） - 後免町方向乘車處設置月台。
- 2014年（平成26年）10月1日 - 土佐電氣鐵道、高知縣交通（日语：高知県交通）和土佐電Dream Service（日语：土佐電ドリームサービス）合併，土佐電交通成立[3]。成為土佐電交通的電車站。

## 電車站構造
電車站是建造在專用路軌和共用道路上，設有2面2線的相對式乘車處（千鳥式）。東邊為播磨屋橋方向的月台，西邊為後免町方向的月台。
在後免町一方設有渡線。此電車站設有電車折返往播磨屋橋方向。

## 電車站周邊
電車站名稱「田邊島」，是取自電車站北方約1公里國分川河畔上的小山。在電車站後方為鹿兒山，該處設有鹿兒神社。
- 濱幸（日语：浜幸）大津工場
- 舟入川
- 高知東郵局（日语：高知東郵便局）
- 國道195號（日语：国道195号）
- 高知縣高知東警署（日语：高知東警察署）

## 相鄰電車站
土佐電交通
後免線
鹿兒－田邊島通－東新木

## 注腳
1. 1 2  《土佐電鉄が走る街 今昔》100・156-158頁
2. ↑  今尾惠介（監修）. . 11 中国四国. 新潮社. 2009: 60. ISBN 978-4-10-790029-6 （日语）.
3. ↑  上野宏人. . 毎日新聞 (毎日新聞社). 2014-10-02 （日语）.
4. 1 2 3  川島令三. . 【図説】 日本の鉄道. 第2巻 四国西部エリア. 講談社. 2013: 34・91頁. ISBN 978-4-06-295161-6 （日语）.
5. 1 2  《土佐電鉄が走る街 今昔》82頁